# بابامحمود علیا
بابامحمود (بوممیل) علیا، روستایی از توابع بخش مرکزی شهرستان خرم‌آباد در استان لرستان ایران است. روستای بابامحمود از دیرباز بعنوان ییلاق عشایر کوچرو استفاده میشده است و سابقه روستانشینی در آن به اوایل حکومت پهلوی و اسکان اجباری عشایر بر میگردد. با این حال بقایای ابنیه قدیمی در جای جای این روستا سابقه روستانشینی را به قرنها پیش میرساند. وجه تسمیه روستا از مقبره پیری به نام بابا محمود که در گورستان روستا آرمیده است گرفته شده است. زمانی گنبدی آجری (در زبان محلی گمه گفته میشود) بر روی این مقبره قرار داشته است که در حال حاضر فقط پایه های چندضلعی آن برجاست. 

وجود کلکهای متعدد (بناهای سنگچین که نقش پایه برای سیاه چادرها را ایفا میکردند) از جمله دیدنیهای این منطقه است. هنوز تعدادی از این کلکها در محلی موسوم به چال گیرچ وجود دارد. مسیرهای پیاده روی و کوهپیمایی مختلفی در روستا وجود دارد. 

## جمعیت
این روستا در دهستان ده پیر قرار دارد و براساس سرشماری مرکز آمار ایران در سال ۱۳۸۵، جمعیت آن ۷۱ نفر (۲۲خانوار) بوده‌است.